# Agrotis graslini
Agrotis graslini is een vlinder uit de familie uilen (Noctuidae). De wetenschappelijke naam is voor het eerst geldig gepubliceerd in 1848 door Rambur.
De soort komt voor in Europa.